# Calendrier Jōkyō

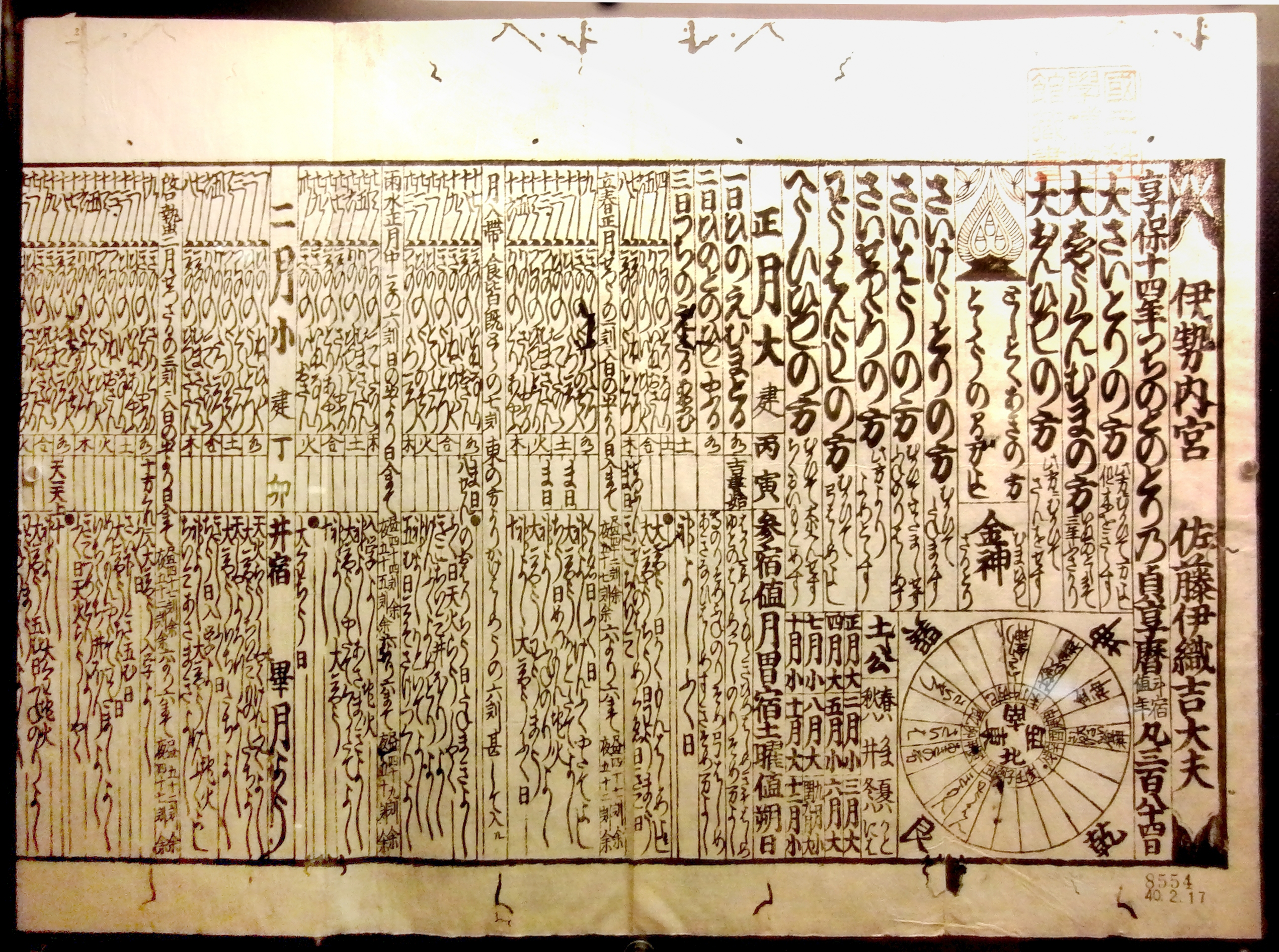
Calendrier Jōkyō publié en 1729, exposé au musée national de la nature et des sciences de Tokyo.

Le calendrier Jōkyō (貞享暦, Jōkyō-reki) est un calendrier luni-solaire japonais utilisé de 1684 à 1753. Il est officiellement adopté en 1685.

## Histoire
Le système Jōkyō-reki est développé et expliqué par Shibukawa Shunkai. Il attribue une longueur de 365,241 7 jours à l'année solaire.
Shirakawa découvre des erreurs dans le calendrier traditionnel japonais d'origine chinoise, le calendrier Semmyō, utilisé alors pendant juste plus de 8 siècles.